# Nandasmo
Nandasmo là một khu tự quản thuộc tỉnh Masaya, Nicaragua. Khu tự quản Nandasmo có diện tích 18 ki lô mét vuông. Đến thời điểm năm 2005, huyện Nandasmo có dân số 10732 người.